# 徐东里
徐东里（1925年1月—2017年11月14日），山西省偏关县人，中华人民共和国政治人物。

## 生平
1942年3月参加革命工作，1946年3月加入中国共产党，1945年被分配到晋绥五地委，任管理员、会计。1949年南下到川北区党委组织部，任干事、股长、副科长。1952年秋调重庆中共中央西南局组织部，任干事、副科长。1954年秋在重庆中共中央第七中级党校学习。1956年6月调中共西藏工委组织部，任副处长。1957年8月调陕西咸阳西藏公学，历任组织处副处长、政治处副主任、组织部长、革委会副主任等职。1972年4月调任西藏自治区文教局副局长，后历任自治区教育局党的核心小组副组长、教育局副局长。1979年9月任西藏自治区教育厅厅长、党组副书记。1980年11月，任西藏自治区教育厅党组书记、副厅长。1985年1月经组织批准离休。2017年11月14日，在陕西西安逝世，享年93岁。